# Barzy-sur-Marne
Barzy-sur-Marne és un municipi francès situat al departament de l'Aisne i a la regió dels Alts de França. L'any 2007 tenia 380 habitants.

## Demografia

### Població
El 2007 la població de fet de Barzy-sur-Marne era de 380 persones. Hi havia 158 famílies de les quals 36 eren unipersonals (12 homes vivint sols i 24 dones vivint soles), 59 parelles sense fills, 43 parelles amb fills i 20 famílies monoparentals amb fills.
La població ha evolucionat segons el següent gràfic:
Habitants censats

### Habitatges
El 2007 hi havia 212 habitatges, 156 eren l'habitatge principal de la família, 36 eren segones residències i 20 estaven desocupats. 207 eren cases i 4 eren apartaments. Dels 156 habitatges principals, 127 estaven ocupats pels seus propietaris, 22 estaven llogats i ocupats pels llogaters i 7 estaven cedits a títol gratuït; 2 tenien una cambra, 2 en tenien dues, 17 en tenien tres, 44 en tenien quatre i 91 en tenien cinc o més. 141 habitatges disposaven pel capbaix d'una plaça de pàrquing. A 71 habitatges hi havia un automòbil i a 75 n'hi havia dos o més.

### Piràmide de població
La piràmide de població per edats i sexe el 2009 era:
| Homes | Edats   | Dones |
| ----- | ------- | ----- |
| 0     | 95 o +  | 0     |
| 0     | 90 a 94 | 0     |
| 4     | 85 a 89 | 0     |
| 8     | 80 a 84 | 12    |
| 8     | 75 a 79 | 4     |
| 20    | 70 a 74 | 12    |
| 0     | 65 a 69 | 12    |
| 20    | 60 a 64 | 4     |
| 4     | 55 a 59 | 12    |
| 20    | 50 a 54 | 8     |
| 16    | 45 a 49 | 16    |
| 8     | 40 a 44 | 16    |
| 12    | 35 a 39 | 8     |
| 24    | 30 a 34 | 16    |
| 4     | 25 a 29 | 12    |
| 8     | 20 a 24 | 4     |
| 4     | 15 a 19 | 12    |
| 12    | 10 a 14 | 16    |
| 8     | 5 a 9   | 16    |
| 12    | 0 a 4   | 12    |

## Economia
El 2007 la població en edat de treballar era de 239 persones, 175 eren actives i 64 eren inactives. De les 175 persones actives 157 estaven ocupades (85 homes i 72 dones) i 19 estaven aturades (10 homes i 9 dones). De les 64 persones inactives 29 estaven jubilades, 14 estaven estudiant i 21 estaven classificades com a «altres inactius».

### Ingressos
El 2009 a Barzy-sur-Marne hi havia 158 unitats fiscals que integraven 381 persones, la mediana anual d'ingressos fiscals per persona era de 21.310 €.

### Activitats econòmiques
Dels 10 establiments que hi havia el 2007, 3 eren d'empreses de construcció, 1 d'una empresa de comerç i reparació d'automòbils, 1 d'una empresa de transport, 1 d'una empresa d'hostatgeria i restauració, 1 d'una empresa d'informació i comunicació, 1 d'una empresa immobiliària, 1 d'una empresa de serveis i 1 d'una empresa classificada com a «altres activitats de serveis».
Dels 4 establiments de servei als particulars que hi havia el 2009, 3 eren lampisteries i 1 perruqueria.
L'any 2000 a Barzy-sur-Marne hi havia 28 explotacions agrícoles que ocupaven un total de 154 hectàrees.

## Equipaments sanitaris i escolars
El 2009 hi havia una escola elemental integrada dins d'un grup escolar amb les comunes properes formant una escola dispersa.

## Poblacions més properes
El següent diagrama mostra les poblacions més properes.